# Edward Pawley
Pour les articles homonymes, voir Pawley.
Edward Leon Pawley, né le 16 mars 1901 à Kansas City (Missouri) et mort le 27 janvier 1988 à Charlottesville (Virginie), est un acteur américain.

## Biographie
Edward Pawley débute au théâtre et joue notamment à Broadway (New York) dans seize pièces, depuis The Shame Woman de Lula Vollmer (1923-1924) jusqu'à The Willow and I de John Patrick (1942-1943, avec Gregory Peck et Martha Scott).
Entretemps, mentionnons Elmer Gantry de Patrick Kearney (en) (rôle-titre, 1928, avec Tom Fadden et Lumsden Hare), Scène de rue (en) d'Elmer Rice (1929-1930, avec Erin O'Brien-Moore et Mary Servoss) et Distant Drums de Dan Totheroh (en) (1932, avec Beulah Bondi et Arthur Hohl).
Au cinéma, il contribue à cinquante-et-un films américains, le premier étant Hypnose de George Archainbaud (1932, avec Irene Dunne et Ricardo Cortez) et le dernier Les Desperados, western de Charles Vidor (1943, avec Randolph Scott et Claire Trevor).
Dans l'intervalle, citons Les Hors-la-loi de William Keighley (1935), Les Anges aux figures sales de Michael Curtiz (1938) et Terreur à l'ouest de Lloyd Bacon (1939), tous trois avec James Cagney.
Edward Pawley meurt en 1988, à 86 ans.

## Théâtre à Broadway (intégrale)
- 1923-1924 : The Shame Woman de Lula Vollmer : Craig Anson
- 1924-1925 : L'Officier de la garde (The Guardsman) de Ferenc Molnár, adaptation de Grace Isabel Colbron et Hans Bartsch, mise en scène de Philip Moeller, décors de Jo Mielziner : un créancier (remplacement)
- 1924-1925 : They Knew What They Wanted (en) de Sidney Howard[1], mise en scène de Philip Moeller : rôle non spécifié (remplacement)
- 1925 : Processional (en) de John Howard Lawson : Dynamite Jim (remplacement)
- 1928 : Elmer Gantry de Patrick Kearney (en), d'après le roman éponyme de Sinclair Lewis, mise en scène de Lumsden Hare : rôle-titre[2]
- 1928 : Back Here d'Olga Printzlau (en) : Rudy Renaldo
- 1929-1930 : Scène de rue (en) (Street Scene) de (et mise en scène par) Elmer Rice, décors de Jo Mielziner : rôle non spécifié
- 1929 : Man's Estate de Bruce Gould et Beatrice Blackmar : Dr Frank Bender
- 1929 : Now-a-Days d'Arthur F. Brash : un étranger
- 1929-1930 : Subway Express d'Edward A. Blatt : Whitney Borden
- 1930-1931 : Life is Like That de Jo Milward : William Courtney
- 1931 : A Regular Guy de (et mise en scène par) Patrick Kearney (en) : Charlie Groff
- 1931 : Deux Secondes (Two Seconds) d'Elliott Lester : John Allen[3]
- 1932 : Distant Drums de Dan Totheroh (en) : Jason Allenby
- 1932 : Life Begins de Mary Macdougal Axelson, production et mise en scène de Joseph Santley : rôle non spécifié
- 1942-1943 : The Willow and I de John Patrick : Theodore Sutro

## Filmographie partielle

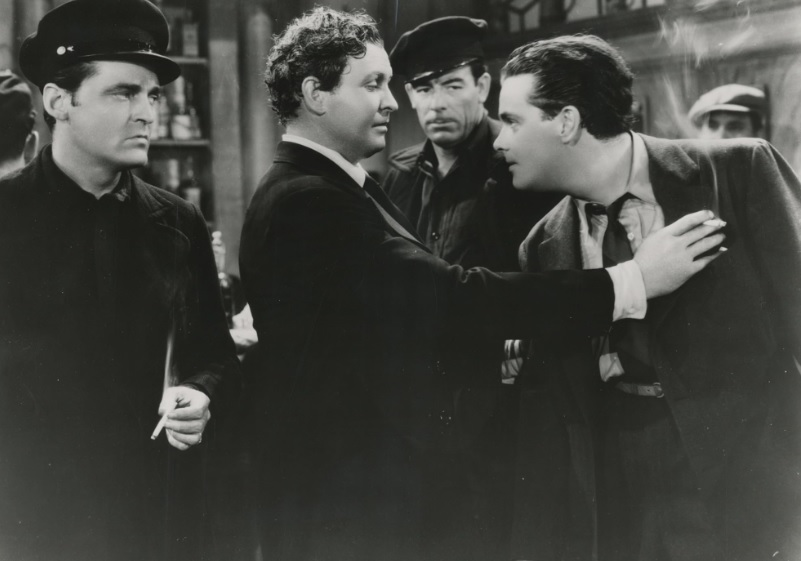
Edward Pawley, Barton MacLane, Glenn Strange et Edmund MacDonald (de g. à d.), dans Prison Break (1938)

- 1932 : Hypnose ou Treize Femmes (Thirteen Women) de George Archainbaud : Burns, chauffeur de Laura
- 1933 : Murders in the Zoo d'A. Edward Sutherland : Bob Taylor
- 1934 : L'Île au trésor (Treasure Island) de Victor Fleming : William O'Brien
- 1935 : Les Hors-la-loi (G Men) de William Keighley : Danny Leggett
- 1935 : Mississippi de Wesley Ruggles et A. Edward Sutherland : Joe Patterson
- 1935 : L'Enfer (Dante's Inferno) d'Harry Lachman : L'officier Clinton
- 1936 : Le Défenseur silencieux (Tough guy) de Chester M. Franklin
- 1937 : Dangerous Number de Richard Thorpe : le deuxième détective
- 1937 : Le Petit Bagarreur (Hoosier Schoolboy)  de William Nigh : Capitaine Fred Carter
- 1937 : Le Dernier Gangster (The Last Gangster) d'Edward Ludwig : Brockett
- 1938 : Les Anges aux figures sales (Angels with Dirty Faces) de Michael Curtiz : Edwards
- 1938 : Prison Break d'Arthur Lubin : Joe Fenderson
- 1938 : La Fille adoptive (Romance of the Limberlost) de William Nigh : Corson
- 1938 : Tom Sawyer détective (Tom Sawyer, Detective) de Louis King : Brace Dunlap
- 1938 : La Femme errante (White Banners) d'Edmund Goulding : Bill Ellis
- 1938 : Dangerous to Know de Robert Florey : John Rance
- 1938 : Casier judiciaire (You and Me) de Fritz Lang : Dutch
- 1939 : À chaque aube je meurs (Each Dawn I Die) de William Keighley : Dale
- 1939 : Terreur à l'ouest (The Oklahoma Kid) de Lloyd Bacon : Ace Doolin
- 1939 : The Lady's from Kentucky d'Alexander Hall
- 1940 : Castle on the Hudson d'Anatole Litvak : Black Jack
- 1941 : Fantômes en vadrouille (Hold That Ghost) d'Arthur Lubin : High Collar
- 1943 : Les Desperados (The Desperadoes) de Charles Vidor : Blackie